# Shogakukan manga-díj
A Shogakukan manga-díj (小学館漫画賞 Sógakukan mangasó) egyike Japán legelismertebb díjainak, melyekkel mangákat és mangakákat tüntethetnek ki. A díjat a Shogakukan Publishing mangakiadó szponzorálja, és elsődlegesen olyan mangák szokták elnyeri, melyek magazinokban, sorozatosan jelennek meg. A díj 1955-óta létezik, és a jelenlegi kategóriákban szokták kiosztani:
- Gyermek (児童向け部門 dzsidó muke bumon)
- Fiú (少年向け部門 sónen muke bumon)
- Lány (少女向け部門 sódzso muke bumon)
- Általános (一般向け部門 ippan muke bumon)

Kezdetben csak egy általános díj volt, de 1976-ban hivatalossá vált újra. Az 1980-as években került bele a díjazásba a sónen és sódzso kategória az kitüntetendő művek közé, de eleinte egy kategóriát képviseltek. 1984-ben váltak külön. A kodomo kategória 1982-ben került be. 1976 és 1989 között az általános kategória a szeinen/általános (青年一般向け部門 szeinen ippan muke bumon) kategória nevet viselte.
Vannak különdíjak is, melyeket a kimagasló munkákért, az életművekért és egyebekért ítélnek oda a rajzolóknak.

## A nyertesek listája
| #  | Év   | Általános | Fiú                                                                            | Lány                                                                                     | Gyermek                                                          |
| -- | ---- | --- | ------------------------------------------------------------------------------ | ---------------------------------------------------------------------------------------- | ---------------------------------------------------------------- |
| 1  | 1955 | Baba Noboru : Pútan                                                                                              | Nem adtak át díjat.                                                            | Nem adtak át díjat.                                                                      | Nem adtak át díjat.                                              |
| 2  | 1956 | Isida Eidzso: Ojama no ka Bacsan                                                                                 | Nem adtak át díjat.                                                            | Nem adtak át díjat.                                                                      | Nem adtak át díjat.                                              |
| 3  | 1957 | Tezuka Oszamu: Manga Seminar on Biology és Bíko-csan                                                             | Nem adtak át díjat.                                                            | Nem adtak át díjat.                                                                      | Nem adtak át díjat.                                              |
| 4  | 1958 | Taró Szenba: Little Black Sambo és Siaszeno ódzsi                                                                | Nem adtak át díjat.                                                            | Nem adtak át díjat.                                                                      | Nem adtak át díjat.                                              |
| 5  | 1959 | Tada Dzsiró: Koriszu no Bokko Ueada Tosiko: Bonko-csan és Fuicsin-szan(döntetlen)                                | Nem adtak át díjat.                                                            | Nem adtak át díjat.                                                                      | Nem adtak át díjat.                                              |
| 6  | 1960 | Nem adtak át díjat.                                                                                              | Nem adtak át díjat.                                                            | Nem adtak át díjat.                                                                      | Nem adtak át díjat.                                              |
| 7  | 1961 | Aki Reidzsi: Science-kun no Szekai Rjokó                                                                         | Nem adtak át díjat.                                                            | Nem adtak át díjat.                                                                      | Nem adtak át díjat.                                              |
| 8  | 1962 | Fudzsiko Fudzsio: Szuszume Roboketto és Tebukuro Teccsan                                                         | Nem adtak át díjat.                                                            | Nem adtak át díjat.                                                                      | Nem adtak át díjat.                                              |
| 9  | 1963 | Fight Sensei és Stop! Ní-csan, Hisashi Sekitani                                                                  | Nem adtak át díjat.                                                            | Nem adtak át díjat.                                                                      | Nem adtak át díjat.                                              |
| 10 | 1964 | Oszomacu-kun, Akacuka Fudzsio                                                                                    | Nem adtak át díjat.                                                            | Nem adtak át díjat.                                                                      | Nem adtak át díjat.                                              |
| 11 | 1965 | Baki-csan to Ganta, Maekava Kazuo                                                                                | Nem adtak át díjat.                                                            | Nem adtak át díjat.                                                                      | Nem adtak át díjat.                                              |
| 12 | 1966 | Nem adtak át díjat.                                                                                              | Nem adtak át díjat.                                                            | Nem adtak át díjat.                                                                      | Nem adtak át díjat.                                              |
| 13 | 1967 | Szabu to Icsi Torimono Hikae, Isinomori Sotaro                                                                   | Nem adtak át díjat.                                                            | Nem adtak át díjat.                                                                      | Nem adtak át díjat.                                              |
| 14 | 1968 | Animal 1 és Inakabbe Taiso, Kavaszaki Noboru                                                                     | Nem adtak át díjat.                                                            | Nem adtak át díjat.                                                                      | Nem adtak át díjat.                                              |
| 15 | 1969 | Fire!, Mizuno Hideko                                                                                             | Nem adtak át díjat.                                                            | Nem adtak át díjat.                                                                      | Nem adtak át díjat.                                              |
| 16 | 1970 | Glass no Siro, Vatanabe Maszako Gag Odzsíszan és Oja Baka Tengoku, Rjuzan Aki (döntetlen)                        | Nem adtak át díjat.                                                            | Nem adtak át díjat.                                                                      | Nem adtak át díjat.                                              |
| 17 | 1971 | Icsimonme Hana, Nagasima Sindzsi Minasigo Hutch, Josida Tacuo (döntetlen)                                        | Nem adtak át díjat.                                                            | Nem adtak át díjat.                                                                      | Nem adtak át díjat.                                              |
| 18 | 1972 | To-csan no Kavaí Ojome-szan és Hasire! Boro, Aszuna Hirosi                                                       | Nem adtak át díjat.                                                            | Nem adtak át díjat.                                                                      | Nem adtak át díjat.                                              |
| 19 | 1973 | Otoko to Aho Kósien és Deba to Batto, Mizusima Sindzsi                                                           | Nem adtak át díjat.                                                            | Nem adtak át díjat.                                                                      | Nem adtak át díjat.                                              |
| 20 | 1974 | Hjórjú kjósicu, Umezu Kazuo                                                                                      | Nem adtak át díjat.                                                            | Nem adtak át díjat.                                                                      | Nem adtak át díjat.                                              |
| 21 | 1975 | Golgo 13, Szaito Takao                                                                                           | Poe no Icsizoku és Dzsúicsinin Iru, Hagio Moto                                 | Nem adtak át díjat.                                                                      | Nem adtak át díjat.                                              |
| 22 | 1976 | Abu-szan, Mizusima Sindzsi                                                                                       | Captain és Play Ball, Csiba Akio Ganbare Genki, Kojama Jú (döntetlen)          | Nem adtak át díjat.                                                                      | Nem adtak át díjat.                                              |
| 23 | 1977 | Notari Matsutaro, Tetsuya Chiba                                                                                  | Galaxy Express 999 and Senjo Manga Series, Leiji Matsumoto                     | Nem adtak át díjat.                                                                      | Nem adtak át díjat.                                              |
| 24 | 1978 | Haguregumo, George Akiyama                                                                                       | Dame Oyaji, Mitsutoshi Furuya                                                  | Nem adtak át díjat.                                                                      | Nem adtak át díjat.                                              |
| 25 | 1979 | Doza no Ippon Tsuri, Yusuke Aoyagi                                                                               | To Terra... and Kaze to Ki no Uta, Keiko Takemiya                              | To Terra... and Kaze to Ki no Uta, Keiko Takemiya                                        | Nem adtak át díjat.                                              |
| 26 | 1980 | Hakatakko Junjō and Gangaragan, Hōsei Hasegawa Jarinko Chie, Etsumi Haruki (tie)                                 | Uruszei Jacura, Takahasi Rumiko                                                | Uruszei Jacura, Takahasi Rumiko                                                          | Nem adtak át díjat.                                              |
| 27 | 1981 | Sanchōme no Yūhi, Ryōhei Saigan                                                                                  | Dr. Slump, Torijama Akira                                                      | Dr. Slump, Torijama Akira                                                                | Doraemon, Fujiko Fujio                                           |
| 28 | 1982 | Tsuribaka Nisshi, Jūzō Yamasaki and Ken'ichi Kitami                                                              | Miyuki and Touch, Mitsuru Adachi                                               | Miyuki and Touch, Mitsuru Adachi                                                         | Game Center Arashi and Kon'nichiwa! Mi-com, Mitsuru Sugaya       |
| 29 | 1983 | Hidamari no Ki, Osamu Tezuka                                                                                     | Musashi no Ken, Motoka Murakami                                                | Kisshō Tennyo, Akimi Yoshida                                                             | Panku Ponk, Haruko Tachiiri                                      |
| 30 | 1984 | Human Crossing, Masao Yajima and Kenshi Hirokane                                                                 | Futari Daka and Area 88, Kaoru Shintani                                        | Yume no Ishibumi, Toshie Kihara                                                          | Kinnikuman, Yudetamago                                           |
| 31 | 1985 | Bokkemon, Takashi Iwashige                                                                                       | Hatsukoi Scandal and Tobe! Jinrui II, Akira Oze                                | Zenryaku: Milk House, Yumiko Kawahara                                                    | Asari-chan, Mayumi Muroyama                                      |
| 32 | 1986 | Oishinbo, Tetsu Kariya and Akira Hanasaki                                                                        | Ginga: Nagareboshi Gin, Yoshihiro Takahashi                                    | Purple Eyes in the Dark, Chie Shinohara                                                  | Ganbare, Kickers!, Noriaki Nagai                                 |
| 33 | 1987 | Hotel and Manga Nihon Keizai Nyumon, Shotaro Ishinomori                                                          | Just Meet and Fuyu Monogatari, Hidenori Hara                                   | Boyfriend, Fuyumi Soryo                                                                  | Tsurupika Hagemaru, Shinbo Nomura                                |
| 34 | 1988 | Genji Monogatari, Miyako Maki                                                                                    | B.B., Osamu Ishiwata                                                           | Fancy Dance, Reiko Okano                                                                 | Obocchama-kun, Yoshinori Kobayashi                               |
| 35 | 1989 | Yawara!, Naoki Urasawa                                                                                           | Ucchare Goshogawara, Tsuyoshi Nakaima                                          | Papa Told Me, Nanae Haruno                                                               | Lovely Mari-chan, Kimiko Uehara                                  |
| 36 | 1990 | F, Noboru Rokuda                                                                                                 | Mobile Police Patlabor, Masami Yūki                                            | Crest of the Royal Family, Hosokawa Chieko Hajime-chan ga Ichiban!, Taeko Watanabe (tie) | Amaizo! Dango, Moo. Nenbei                                       |
| 37 | 1991 | Kazoku no Shokutaku and Asunaro Hakusho, Fumi Saimon                                                             | Ushio and Tora, Kazuhiro Fujita                                                | Makoto Call!, Kazuko Fujita                                                              | Dojji Donbei, Tetsuhiro Koshita                                  |
| 38 | 1992 | Okami-san, Ichimaru Miyamoto kara Kimi e, Hideki Arai (tie)                                                      | Ghost Sweeper Mikami, Takashi Shiina Yaiba, Gosho Aoyama (tie)                 | Basara, Yumi Tamura                                                                      | Nem adtak át díjat.                                              |
| 39 | 1993 | Kaze no Daichi, Nobuhiro Sakata and Eiji Kazama                                                                  | YuYu Hakusho, Yoshihiro Togashi                                                | Bara no Tame ni, Akemi Yoshimura                                                         | One More Jump, Michiyo Akaishi                                   |
| 40 | 1994 | Bokkō, Hideki Mori                                                                                               | Slam Dunk, Takehiko Inoue                                                      | Baby and Me, Marimo Ragawa                                                               | Ore wa Otoko Da! Kunio-kun, Kōsaku Anakubo                       |
| 41 | 1995 | Ron, Murakami Motoka Gallery Fake és Taró, Hoszono Fudzsisiko (döntetlen)                                        | Major, Micuda Takuja                                                           | Hana jori dango, Kamio Joko                                                              | Koccsi Muite! Miiko, Ono Eriko                                   |
| 42 | 1996 | Gekka no Kishi, Junichi Nōjō                                                                                     | Firefighter! Daigo of Fire Company M, Masahito Soda                            | Kanon, Chiho Saito                                                                       | Midori no Makibaō, Tsunomaru                                     |
| 43 | 1997 | Azumi, Yū Koyama                                                                                                 | Ganba! Fly High, Shinji Morisue and Hiroyuki Kikuta                            | Ceres, Celestial Legend, Vatasze Jú                                                      | Ninpen Manmaru, Mikio Igarashi                                   |
| 44 | 1998 | Aji Ichi Monme, Zenta Abe and Yoshimi Kurata                                                                     | Project ARMS, Kyoichi Nanatsuki and Ryōji Minagawa                             | Angel Lip, Kiyoko Arai                                                                   | Nem adtak át díjat.                                              |
| 45 | 1999 | Nem adtak át díjat.                                                                                              | Monkey Turn, Katsutoshi Kawai Hikaru no go, Yumi Hotta and Obata Takesi (tie)  | Bara-Iro no Ashita, Ryo Ikuemi                                                           | Taro the Space Alien, Yasunari Nadotoshi                         |
| 46 | 2000 | Monster, Naoki Urasawa                                                                                           | Detective Conan, Gosho Aoyama Cheeky Angel, Hiroyuki Nishimori (tie)           | Red River, Chie Shinohara                                                                | Seikimatsu Leader den Takeshi!, Mitsutoshi Shimabukuro           |
| 47 | 2001 | Heat, Buronson and Ryoichi Ikegami                                                                               | InuYasha, Takahasi Rumiko                                                      | Kaguyahime, Reiko Shimizu Yasha, Akimi Yoshida (tie)                                     | Pukupuku Natural Circular Notice, Sayuri Tatsuyama               |
| 48 | 2002 | 20th Century Boys, Naoki Urasawa                                                                                 | Zatch Bell!, Makoto Raiku                                                      | Nana, Jazava Ai Kaze Hikaru, Taeko Watanabe (tie)                                        | Croket!, Manavu Kashimoto                                        |
| 49 | 2003 | Dr. Koto Shinryojo, Takatoshi Yamada                                                                             | Yakitate!! Japan, Takashi Hashiguchi Fullmetal Alchemist, Arakava Hiromu (tie) | Love★Com, Nakahara Aja                                                                   | Mirmo!, Hiromu Shinozuka                                         |
| 50 | 2004 | Team Medical Dragon, Tarō Nogizaka and Akira Nagai                                                               | Bleach, Kubo Tite                                                              | Sand Chronicles, Hinako Ashihara We Were There, Yūki Obata (tie)                         | Sgt. Frog, Mine Yoshizaki Grandpa Danger, Kazutoshi Soyama (tie) |
| 51 | 2005 | A Spirit of the Sun, Kaiji Kawaguchi Rainbow – Nisha Rokubō no Shichinin, George Abe and Masasumi Kakizaki (tie) | Wild Life, Masato Fujisaki                                                     | Sonnanja neyo, Kaneyoshi Izumi                                                           | Animal Alley, Ryō Maekawa                                        |
| 52 | 2006 | Bengoshi no Kuzu, Hideo Iura                                                                                     | Kekkaishi, Yellow Tanabe                                                       | 7 Seeds, Yumi Tamura                                                                     | Kirarin Revolution, An Nakahara                                  |
| 53 | 2007 | Bambino!, Tetsuji Sekiya Kurosagi, Takeshi Natsuhara and Kuromaru (tie)                                          | Daiya no Ace, Yūji Terajima                                                    | Boku no Hatsukoi o Kimi ni Sasagu, Kotomi Aoki                                           | Keshikasu-kun, Noriyuki Murase                                   |
| 54 | 2008 | Gaku: Minna no Yama, Shin'ichi Ishizuka                                                                          | Cross Game, Mitsuru Adachi                                                     | Black Bird, Kanoko Sakurakoji                                                            | Naisho no Tsubomi, Yuu Yabuuchi                                  |
| 55 | 2009 | Shinya Shokudō, Yarō Abe                                                                                         | Sket Dance, Kenta Shinohara                                                    | Machi de Uwasa no Tengu no Ko, Nao Iwamoto                                               | A Penguin's Troubles, Yūji Nagai                                 |
| 56 | 2010 | Ushijima the Loan Shark, Manabe Shōhei Uchū Kyōdai, Chūya Koyama                                                 | King Golf, Ken Sasaki and Masaki Tani                                          | Ōoku, Fumi Yoshinaga                                                                     | Yumeiro Patissiere, Natsumi Matsumoto                            |
| 57 | 2011 | Sakamichi no Apollon, Yūki Kodama                                                                                | Nobunaga Concerto, Ayumi Ishii                                                 | Pin to Kona, Ako Shimaki                                                                 | Inazuma Eleven, Tenya Yabuno                                     |
| 58 | 2012 | I Am a Hero, Hanazava Kengo                                                                                      | Gin no szadzsi, Arakava Hiromu                                                 | Piece: Kanodzso no kioku, Hinako Ashihara                                                | Mysterious Joker, Takahasi Hidejaszu                             |
| 59 | 2013 | Mogura no uta, Takahasi Noboru                                                                                   | Magi, Ótaka Sinobu                                                             | Kanodzso va uszo o aisiszugiteru, Aoki Kotomi                                            | Zekkjó gakkjú, Isikava Emi                                       |